# Asgard II
Pour les articles homonymes, voir Asgard.
L’Asgard II est un brick-goélette à coque bois peint en vert, construit en 1981 en Irlande, pour servir de navire-école à l'association Coiste an Asgard qui géra aussi le premier Asgard transféré, en 1979, au Kilmainham Gaol Historical Museum. Il appartenait cependant au Ministère de la défense irlandais. Il a coulé en septembre 2008.

## Histoire
Le brigantin Asgard II est dessiné par Jack Tyrell spécialement pour la formation maritime de jeunes de plus de 16 ans. Sa figure de proue est une sculpture représentant Granuaile (Grace O'Malley), la célèbre reine-pirate du XVIe siècle.
Le premier Asgard, un ketch aurique, construit en Norvège par Colin Archer de Larvik, en 1905, avait été offert comme cadeau de mariage à Mary Hamilton Osgood par ses parents, lors de son union avec Erskine Childers, le père du président Erskine Hamilton Childers. 
Le nom Asgard signifie « domicile des Dieux » en norvégien ancien. 
En juillet 1914, l’Asgard, avec Eskine, son épouse Mary et quatre autres personnes, partent en mer du Nord pour prendre livraison d'un chargement d'armes à feu acheté à Hambourg pour les volontaires irlandais. Après un voyage difficile, le chargement est débarqué à Howth le 26 juillet 1914. 
L’Asgard est vendu en 1926 et change de mains plusieurs fois. En 1961, il est racheté par le gouvernement irlandais en raison de son passé historique.
En 1968, le gouvernement crée la Commission Coiste an Asgard et lui confie la gestion du navire pour en faire un navire-école à l'intention des jeunes Irlandais. Des croisières de formation sont organisées de 1969 à 1974, jusqu'à son transfert au Musée de Kilmainham Gaol en 1979, pour y être ouvert à des visites publiques.
En attendant le lancement de l’Argard II, le programme de formation en mer est tout de même poursuivi. Entre 1975 et 1980, un autre ketch « marconi », le Creidne, construit en 1967, et toujours en service comme voilier-école dans la marine de réserve, assure l'intérim. 
Étant l'un des plus petits Classe A, l’Asgard II prend part aux Tall Ships' Races à partir de 2000.
L’Asgard II navigue essentiellement en mer du Nord et en Manche. Il peut embarquer 20 stagiaires pour des croisières spécialement organisée autour de l'Irlande et de la Grande-Bretagne.

## Le naufrage de septembre 2008
L’Asgard II sombre le jeudi 11 septembre 2008 un peu avant 5 heures du matin au large de Belle-Île-en-Mer (Morbihan). Un premier appel de détresse est lancé à 3 heures 10, signalant une voie d'eau soudaine au CROSSA (Centre régional opérationnel de surveillance et de sauvetage) d'Étel et à la Préfecture maritime de Brest. Le bateau commence à couler vers 4 heures, rendant son évacuation nécessaire. 
Le voilier en provenance de Falmouth (Grande-Bretagne) se rendait, après une escale à Douarnenez l'avant-veille, à La Rochelle pour les festivités nautiques du Grand Pavois. Il coule en quarante-cinq minutes, à 12 milles (22 km) à l'ouest de Belle-Île. La cause du naufrage est incertaine ; le voilier a pu heurter un objet flottant immergé (comme un tronc ou un conteneur perdu en mer sur une voie maritime très utilisée). 
Après avoir flotté entre deux eaux, l'épave disparaît des radars du sémaphore du Talut de la Marine nationale (situé sur la côte sud de Belle-Île) vers huit heures trente, laissant supposer qu'elle a coulé au fond, soit 70 mètres de profondeur à cet endroit. 
Les 5 membres d'équipage et les 20 stagiaires présents à bord sont récupérés, sains et saufs, par les sauveteurs de la SNSM arrivés sur les lieux vers 4 heures 30, peu avant que le bateau disparaisse.